# Rostroconchia
Rostroconchia är en klass utdöda blötdjur som levde från den yngre delen av kambrium till perm.